# Coco Emilia
Coco Emilia, de son vrai nom Ilondo Nawe Claude Emilia, née le 7 juillet 1990 à Yaoundé, est une personnalité des médias, entrepreneuse, influenceuse web et femme d’affaires camerounaise.

## Biographie

### Enfance
Elle naît le 7 juillet 1990 à Yaoundé d’un père camerounais d'ethnie Bamiléké, originaire du Haut-Nkam et d’une mère hispano-gréco-camerounaise,.

### Carrière
Après avoir obtenu son baccalauréat, elle fait une formation comme « cil expert ». Elle a également été hôtesse de l’air au sein d’une compagnie aérienne. Elle devient populaire sur les réseaux sociaux grâce aux voyages et sorties en compagnie de David Eto’o, Emmanuel Adebayor et Samuel Eto’o en 2018. Elle est alors connue sous le  nom de Biscuit de mer, un pseudonyme dont elle attribue la paternité à DJ Arafat. En 2016, elle est conseillère de plusieurs marques et propriétaire de deux entreprises dans le secteur de la beauté,.  En 2020, elle est l’une des actrices principales de la télé-réalité aux côte de Nathalie Koah ainsi que Emma Louhouest et Suy Fatem.

## Vie privée
Elle se marie en avril 2021 à Babouantou avec Francis Mvemba un homme politique congolais. Son mariage est diffusé dans l'émission Enquête d'Afrique sur Canal +.  Huit mois après leur mariage, Coco Emilia demande le divorce,.
Elle est mère de deux enfants. Elle a une fille nommée Sophie July Emilia Mvemba et un fils Ryan, son ainé de nationalité congolaise,.